# Ashikaga Yoshiaki

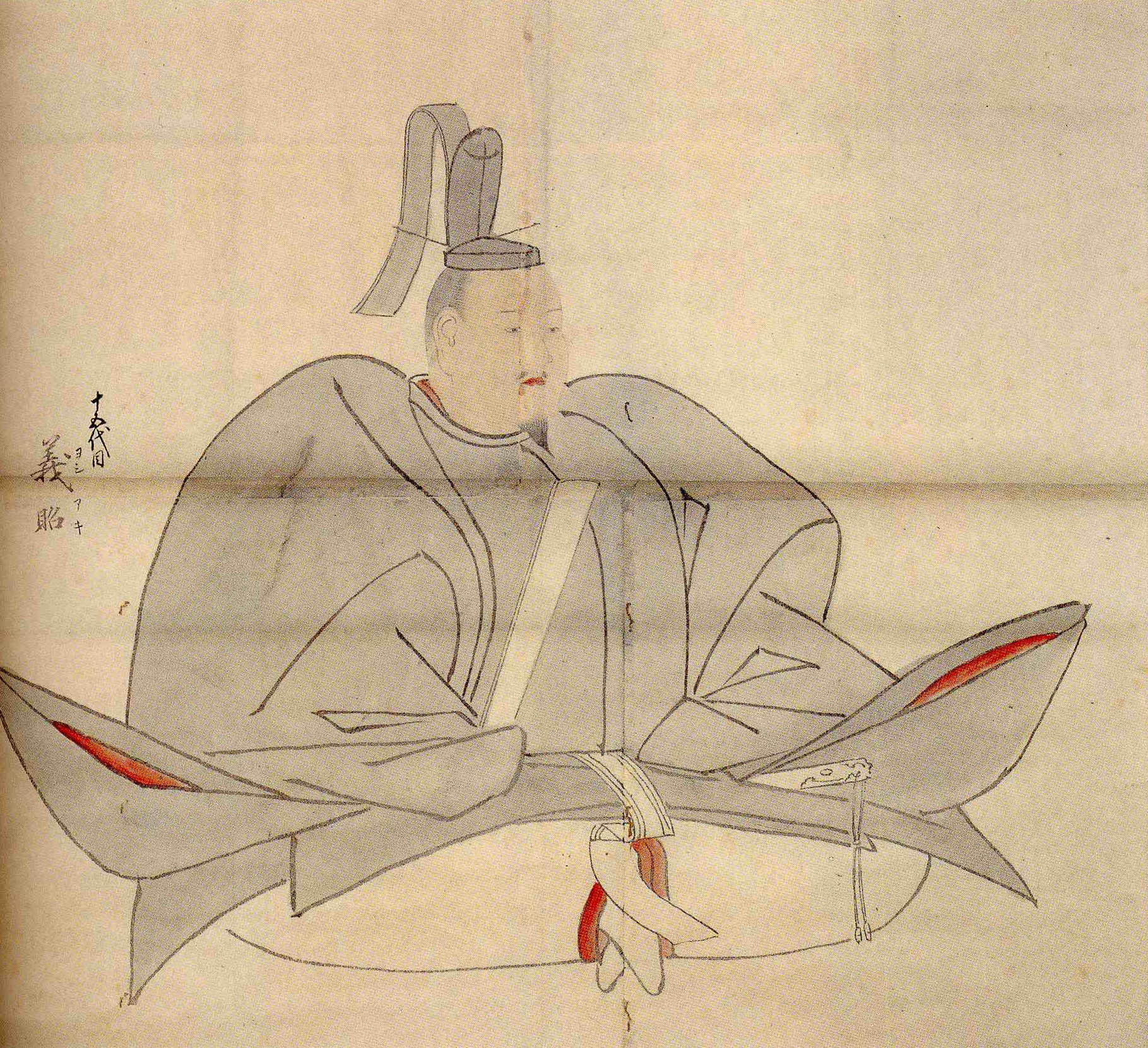
Ashikaga Yoshiaki.

Ashikaga Yoshiaki (足利 義昭?   5 de diciembre de 1537 - 9 de octubre de 1597) fue el decimoquinto y último shōgun del shogunato Ashikaga y gobernó entre 1568 y 1573 en Japón. 

## Biografía
Fue hijo del duodécimo shogun Ashikaga Yoshiharu y hermano del decimotercer shogun Ashikaga Yoshiteru.
La ausencia de un poder central de facto en Kioto obligó al ejército de Oda Nobunaga a restablecer el shogunato con la asistencia de Yoshiaki que sería un gobernante títere, dando inicio al período Azuchi-Momoyama. Su primo Ashikaga Yoshihide fue depuesto sin haber entrado el país.
No obstante las intenciones de Nobunaga de unificar el país hicieron que éste expulsara a Yoshiaki fuera de Kioto y aboliendo el shogunato Ashikaga, aunque Yoshiaki mantendría una posición nominal hasta 1588.
| Predecesor: Ashikaga Yoshihide | Shogun Ashikaga 1568-1573/1588 | Sucesor: Tokugawa Ieyasu (Shogunato Tokugawa) |

- Datos: Q434415
- Multimedia: Ashikaga Yoshiaki / Q434415